# J. August Richards
J. August Richards (* 28. srpna 1973 Washington, D.C.), rodným jménem Jaime Augusto Richards III, je americký herec.
V televizi debutoval v roce 1988 epizodní rolí v seriálu Cosby Show, pravidelněji se začal na televizních obrazovkách objevovat od poloviny 90. let, kdy v menších rolích hrál např. v seriálech Diagnóza vražda, JAG či Nemocnice Chicago Hope. V letech 2000–2004 ztvárnil postavu Charlese Gunna v seriálu Angel. V dalších letech hostoval např. v seriálech Kriminálka Miami, 4400, Chirurgové, Skladiště 13 či Arrow, ve větších rolích hrál v seriálech Usvědčeni (2006), Raising the Bar (2008–2009) a Agenti S.H.I.E.L.D. (2013–2015; Mike Peterson/Deathlok).